# Ulica Komuny Paryskiej we Wrocławiu

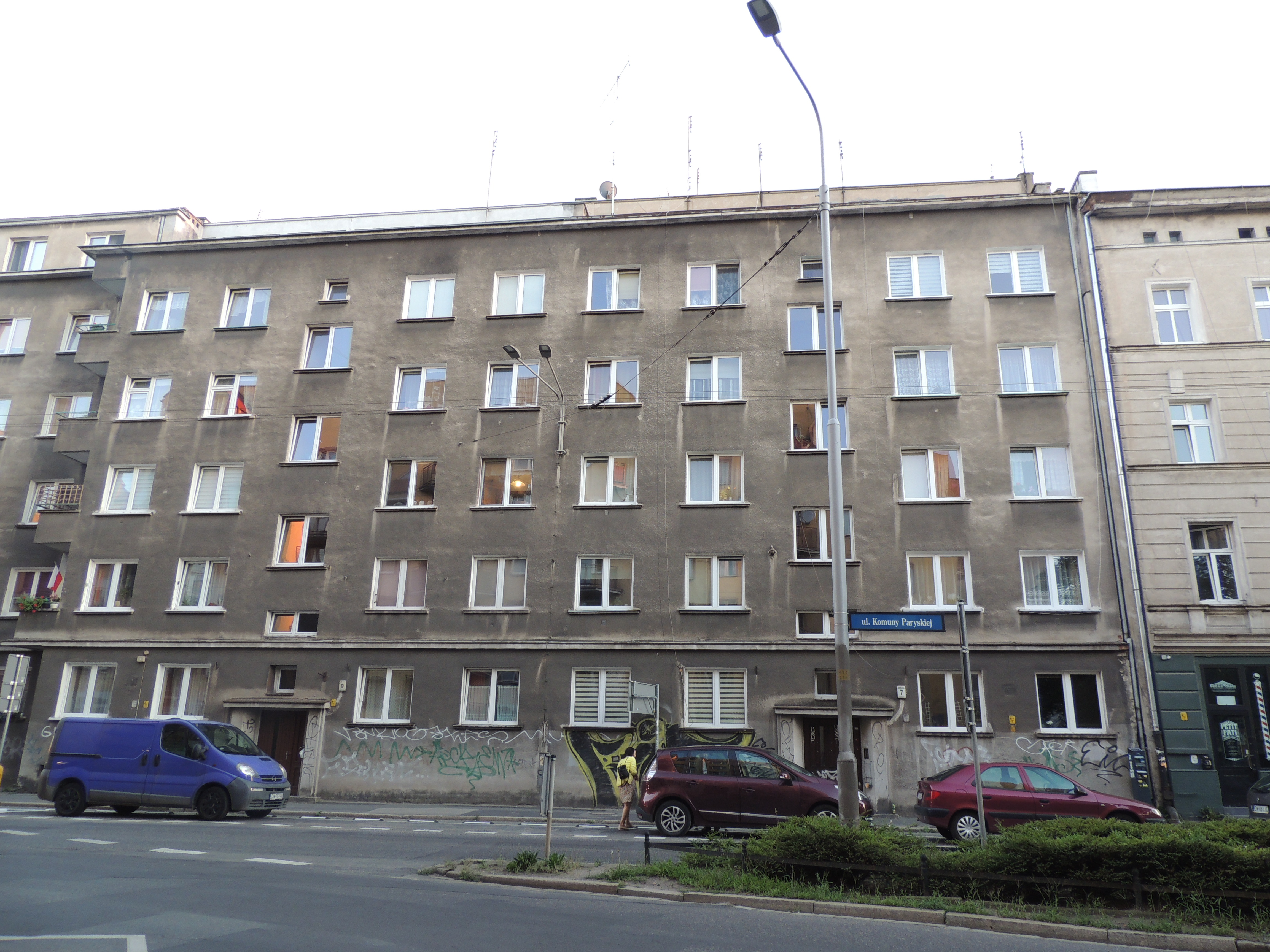
Ul. Komuny Paryskiej 7 i 9

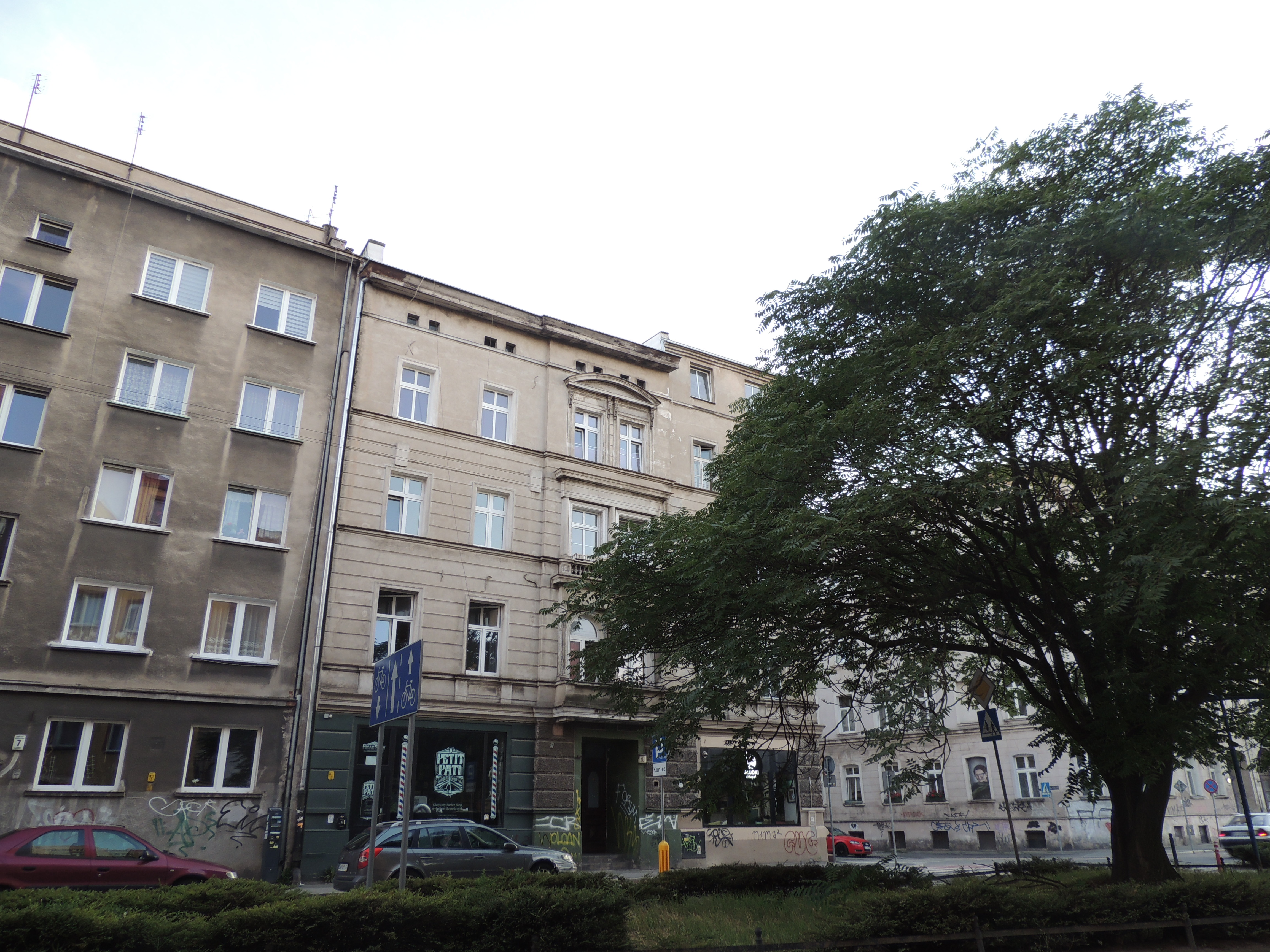
Ul. Komuny Paryskiej 5

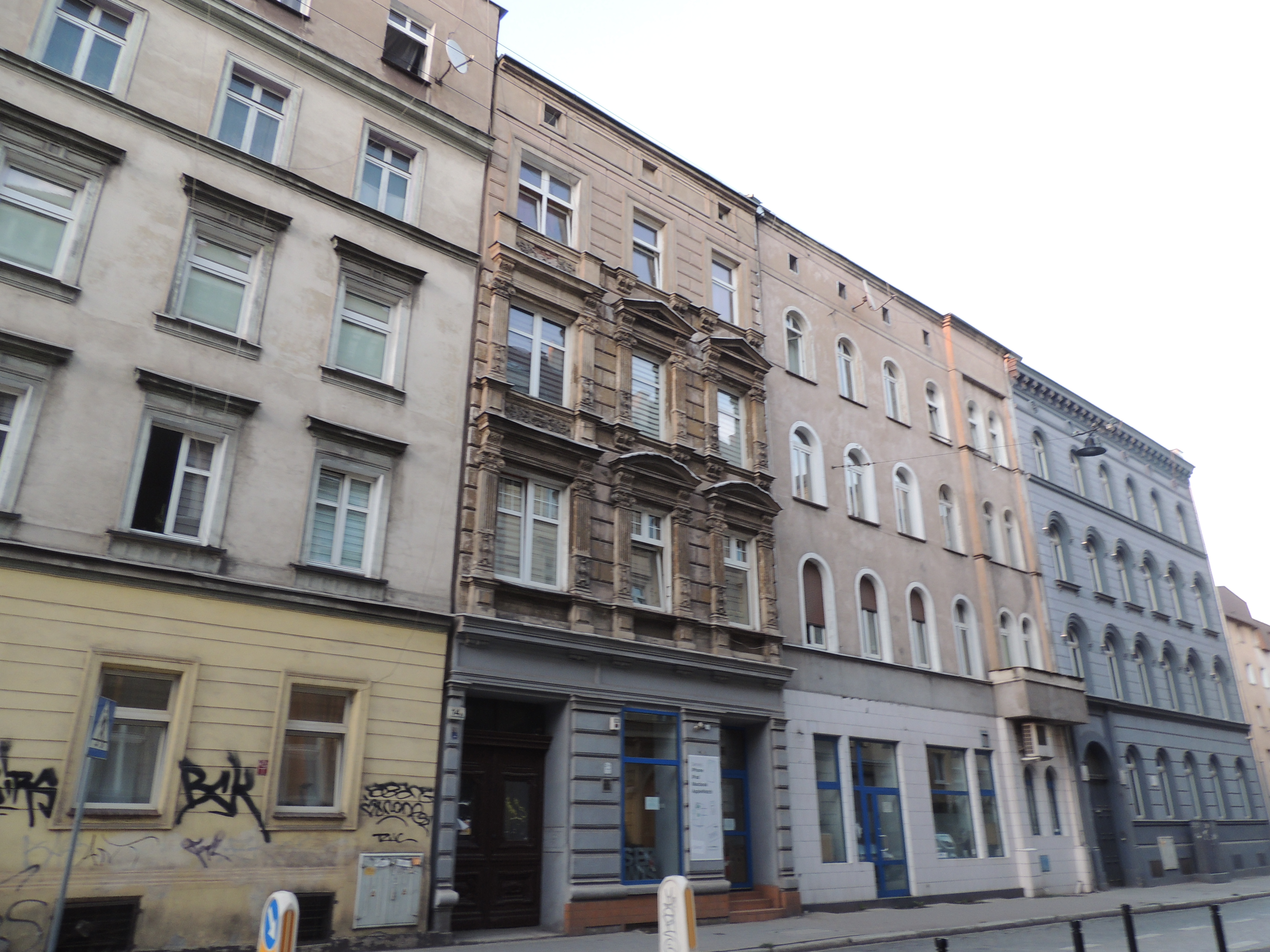
Ul. Komuny Paryskiej 14-18

Ulica Komuny Paryskiej – ulica położona we Wrocławiu na osiedlu Przedmieście Oławskie, a wcześniej w dawnej dzielnicy Krzyki. Biegnie od ulicy Podwale do ulicy Tadeusza Kościuszki. Jest drogą gminną, która ma 945 m długości, oraz obejmuje sięgacz o statusie drogi wewnętrznej długości 112 m. Przebiega przez teren zabudowy śródmiejskiej, który jako obszar objęty jest ochroną i wpisany jest do rejestru zabytków. Przy ulicy znajdują się między innymi budynki ujęte w gminnej ewidencji zabytków. W początkowym biegu ulicy po stronie północnej położony jest skwer Zygmunta Krasińskiego. Pod numerem 36-38 mieści się Szkoła Podstawowa nr 2 im. mjr. Henryka Sucharskiego w budynku dawnej Ewangelickiej Obywatelskiej Szkoły Średniej (Evangelische höhere Bürgerschule).

## Historia

### Przed powstaniem ulicy
Końcowy odcinek ulicy, tj. południowo-wschodni jej kraniec, leży na terenach dawnej polskiej osady Parszów (wieś lokacyjna). Pierwszy odnaleziony zapis o tej wsi pochodzi już z 1305 r. Osada należała do biskupa wrocławskiego. Znajdowała się w rejonie dzisiejszego placu Zgody, a późniejsza (od końca XV wieku) jej nazwa to Biały Folwark (Parschner Vorwerk, Allodium Album, Weisses Vorwerk), gdzie zbudowano pałac biskupi. Początkowy odcinek ulicy przebiega przez teren stanowiący niegdyś przedpole dla fortyfikacji miejskich (Ohlauer Vorstadt). Fortyfikacje zostały rozebrane, a obszar przez który przebiega ulica Komuny Paryskiej na całej swojej długości włączony został do miasta w 1808 r. Należy także zaznaczyć, iż zanim powstała droga na śladzie ulicy Komuny Paryskiej, istniała już prostopadle do niej przebiegająca droga, która dziś stanowi ulicę Kazimierza Pułaskiego, o której najstarszy zapis o pochodzi z 1370 r.

### Powstanie i rozwój ulicy do 1945 r.
Droga biegnąca na śladzie dzisiejszej ulicy Komuny Paryskiej wzmiankowana już była w starych dokumentach miejskich z 1403 r., choć przyjmuje się, że została wytyczona już w XIV wieku. Był to trakt do tak zwanego Czerwonego Folwarku (Rubra Villa, Rothes Vorwerk), wytyczony prawdopodobnie w XIV wieku. Sam Czerwony Folwark położony był w pobliżu Białego Folwarku w obrębie tych samych włości biskupów wrocławskich, w rejonie dzisiejszej posesji przy ulicy Komuny Paryskiej 69-73 (od którego ulica otrzymała później nazwę). Po likwidacji fortyfikacji miejskich w 1813 r. wytyczono wzdłuż zewnętrznego brzegu zachowanej fosy miejskiej ulicę, jako założenie urbanistyczno-rekreacyjne, kształtujące początkowy bieg ulicy Komuny Paryskiej.
Ulica Komuny Paryskiej pierwotnie stanowiła peryferyjną uliczkę przedmieścia przy św. Maurycym (Przedmieścia Oławskiego). Luźna zabudowa ulicy, głównie przy zachodnim odcinku powstawała już w połowie XVI wieku. W latach 40. XIX wieku dokonano wtórnej parcelacji posesji położonych przy ulicy. Po niej nastąpiła ich zabudowa, głównie domami czynszowymi. Między innymi po parcelacji i wyznaczeniu nowych ulic w latach 70. XIX wieku teren dawnego folwarku został w ten właśnie sposób zabudowany. W niektórych publikacjach można znaleźć opinie, że zabudowa tej ulicy należała do grupy zabudowy dla warstw biedniejszych, o kiepskich, ciasnych i ciemnych mieszkaniach. Mieszkały tu bowiem przeważnie rodziny robotników pracujących w fabrykach dawnego Przedmieścia Oławskiego. W maju 1848 r. doszło przy ulicy do rozruchów i protestów robotniczych związanych z niezadowoleniem wynikającym z ciężkich warunków życia.
Spośród instytucji i organizacji, które miały swoje siedziby w obiektach położonych przy ulicy Komuny Paryskiej, można wymienić między innymi:
- Obywatelską Szkołę Średnią, pod nr 36-38, zbudowaną w latach 1875–1877 według projektu Johanna Roberta Mende,
- schronisko dla dziewcząt Marthastift, pod nr 72, zbudowane w 1868 r.[11]
- siedzibę wrocławskiej gminy Braci Morawskich (zbór, od 1880 r. samodzielna gmina), pod nr 26-28, projekt z 1865 r., budynek wzorowany na berlińskiej siedzibie Braci Morawskich (nie istnieje)[11][15][16],
- Dom Wychowawczy Daheim (Das „Daheim” für Junge Mädchen), pod nr 19, budynek frontowy i tylny z 1911 r. utrzymany w stylu modernistyczno-neobarokowym według projektu Th. Grunewalda, trójkondygnacyny, murowany gmach nakryty szczytowym dachem, wraz z
- żeńskim domem studenckim, pod nr 21, z 1930 r. według projektu Richarda Gaze[11][17].

W początkowym fragmencie dzisiejszej ulicy, po stronie północnej na odcinku od Podwala do dzisiejszej ulicy Zygmunta Krasińskiego, założono w 1777 r. pierwszy cmentarz, następnie kolejne. Były to począwszy od północy 3 cmentarze protestanckie: św. Bernardyna (do 1868 r.), św. Krzysztofa (do 1891 r.?), Zbawiciela (do 1867 r.), oraz cmentarz katolicki św. Doroty (czynny w latach 1816–1861). Teren cmentarzy, które stopniowo ulegały likwidacji, od 1888 r. był sukcesywnie przekształcany w skwer z placem zabaw dla dzieci, następnie urządzony w 1892 r. według projektu H. Richtera, przed 1945 r. modernizowany (Königl Hebammen Institut, Spielplatz). Ostatni fragment nekropolii znajdował się jeszcze w 1901 r. przy ulicy Komuny Paryskiej z numerami od 2 do 6.
Na stosunkowo krótkim odcinku ulicy Komuny Paryskiej, od ulicy Zygmunta Krasińskiego do ulicy gen. Jana Henryka Dąbrowskiego, zbudowano tory tramwajowe istniejące już w 1901 r. Torowisko eksploatowane było także po wojnie. Tramwaje jeździły tędy od ulicy Stanisława Małachowskiego, przez ulicę gen. Jana Henryka Dąbrowskiego, dalej ulicą Zygmunta Krasińskiego do alei Juliusza Słowackiego i także w kierunku przeciwnym. Transport szynowy prowadzony był ulicą jeszcze w latach 60. i 70. XX wieku, do 1977 r.    , a w 1978 r. zostało wyłączone z eksploatacji .

### II wojna światowa
Podczas oblężenia Wrocławia w 1945 r., w wyniku prowadzonych działań wojennych zniszczeniu uległa znaczna część zabudowy Przedmieścia Oławskiego. Powstały one między innymi podczas ostrzału artyleryjskiego z okolic Wzgórz Trzebnickich oraz bombardowań prowadzonych przy użyciu lotnictwa.
Natomiast w odniesieniu do samej ulicy Komuny Paryskiej stwierdza się, że ulica i położona przy niej zabudowa wyszła stosunkowo niezbyt poszkodowana. Jedynie przed 1 lutego 1945 r. w rezultacie pierwszych bombardowań lotniczych oblężonego miasta zniszczone zostały tylko domy nr 15, 20-28 i 39, a pozostałe budynki zostały zachowane w dobrym stanie.

### Okres powojenny
Mimo wyżej opisanych zniszczeń powstałych podczas II wojny światowej, stosunkowo dużo zachowanych budynków mieszkalnych sprawiło, że po wojnie Przedmieście Oławskie było jednym z bardziej zaludnionych osiedli Wrocławia. Tu i na Przedmieściu Odrzańskim łącznie mieszkało około 40% mieszkańców miasta według stanu na 1955 r.
W latach 2006–2007 zbudowano budynki mieszkalne z dodatkową funkcją usługową w ramach inwestycji TBS Pułaskiego. Ich koncepcję architektoniczną opracowała pracownia Domino Grupa Architektoniczna z siedzibą w Szczecinie.
Od października 2013 r. do lipca 2015 r. prowadzono budowę budynku w ramach inwestycji Pułaskiego Park prowadzoną przez spółkę (inwestora) o tej samej nazwie. Kontynuacją tej zabudowy jest przylegający budynek powstały od października 2016 r. do marca 2018 r. w inwestycji o nazwie MINI apartamenty zrealizowaną przez tego samego dewelopera.

## Nazwy
W swojej historii ulica nosiła następujące nazwy:
- Lange Gasse (Długa), do 1826 r.[1][11][35]
- Vorwerkstrasse (Folwarczna), od 1826 r. do 1945 r.[1][11][4][36]
- nazwy samowolne, stosowane czasowo w 1945 r.:
  - Ludowa – w odniesieniu do odcinka ulicy od ulicy Podwale do ulicy gen. Kazimierza Pułaskiego
  - Bolesława Bieruta – w odniesieniu do odcinka ulicy od ulicy gen. Kazimierza Pułaskiego od ulicy Tadeusza Kościuszki[4]
- gen. Jarosława Dąbrowskiego, od 15.11.1945 r. do 24.03.1948 r.[1][4]
- Komuny Paryskiej, od 24.03.1948 r.[1][11][4][37]

Pierwsza z nazw – Lange Gasse – czyli Długa, utrzymała się do roku 1826 kiedy to została zmieniona, gdyż taką nazwę nosiła również inna ulica, która zachowała tę nazwę do czasów współczesnych – ulica Długa. Nowa,
niemiecka nazwa ulicy – Vorwerkstrasse – nawiązywała do położonego w rejonie dzisiejszego numeru 73 folwarku, bowiem w języku niemieckim użyte w tej nazwie słowo Vorwerk w tłumaczeniu na język polski oznacza właśnie folwark. We wskazanym miejscu położony był tzw. „Czerwony Folwark”, natomiast nieco na północ, bliżej ulicy gen. Romualda Traugutta i placu Zgody, położony był „Biały Folwark”. Po wojnie pierwsza oficjalna nazwa ulicy – ulica gen. Jarosława Dąbrowskiego – upamiętniała Jarosława Dąbrowskiego, generała, działacza niepodległościowego, rewolucjonisty, dowódcy sił zbrojnych Komuny Paryskiej z 1871 r.  Ponieważ w pobliżu znajdowała się przecznica nosząca imię gen. Jana Henryka Dąbrowskiego, a więc osoby o tym samym nazwisku, prowadziło to często do błędów i nieporozumień. Postanowiono więc zmienić nazwę tej ulicy, co wprowadzono w życie w 1948 r. Współczesna nazwa ulicy została nadana przez Miejską Radę Narodową uchwałą nr 1065 z 24.03.1948 r. Upamiętnia ona tzw. Komunę Paryską, tj. rewolucyjne i patriotyczne powstanie ludowe w Paryżu z 1871 r. 

## Ulica

### Powiązania
Ulica Komuny Paryskiej przebiega przez osiedle Przedmieście Oławskie w dawnej dzielnicy Krzyki. Biegnie od ulicy Podwale do ulicy Tadeusza Kościuszki. Ulica łączy się z następującymi drogami publicznymi, kołowymi oraz innymi drogami:
| powiązanie                         | droga / nr drogi / uwagi                                       | status lub kategoria / klasa                                   | foto | opis                                                |
| ---------------------------------- | -------------------------------------------------------------- | -------------------------------------------------------------- | ---- | --------------------------------------------------- |
| skrzyżowanie                       | ulica Podwale 106451D                                          | gminna śródmiejska                                             |      | w prawo (dół) oraz na wprost i dalej w prawo (góra) |
| skrzyżowanie                       | ulica Aleksandra Hercena 105483D                               | gminna dojazdowa                                               |      | na wprost                                           |
| skrzyżowanie                       | ulica Zygmunta Krasińskiego 105778D                            | gminna lokalna                                                 |      | na pierwszym planie                                 |
| skrzyżowanie                       | ulica gen. Jana Henryka Dąbrowskiego 105824D                   | gminna lokalna                                                 |      | w lewo (dół)                                        |
| włączenie do drogi publicznej      | sięgacz ulicy Komuny Paryskiej                                 | wewnętrzna gminna                                              |      |                                                     |
| włączenie do drogi publicznej      | ulica gen. Kazimierza Pułaskiego                               | wewnętrzna gminna                                              |      |                                                     |
| skrzyżowanie sygnalizacja świetlna | ulica gen. Kazimierza Pułaskiego 105848D torowisko tramwajowe  | gminna główna                                                  |      |                                                     |
| skrzyżowanie                       | ulica Miernicza 105557D                                        | gminna dojazdowa                                               |      |                                                     |
| skrzyżowanie                       | ulica gen. Ignacego Prądzyńskiego 105611D                      | gminna dojazdowa                                               |      |                                                     |
| skrzyżowanie                       | ulica Stacha Świstackiego 105697D                              | gminna dojazdowa                                               |      |                                                     |
| skrzyżowanie                       | koniec sięgacza ulicy Komuny Paryskiej (przerwany bieg jezdni) | koniec sięgacza ulicy Komuny Paryskiej (przerwany bieg jezdni) |      |                                                     |
| skrzyżowanie                       | ulica Zgodna 105763D                                           | gminna dojazdowa                                               |      |                                                     |
| skrzyżowanie                       | ulica Tadeusza Kościuszki 105786D torowisko tramwajowe         | gminna zbiorcza dojazdowa                                      |      |                                                     |
| kontynuacja                        | ulica Tadeusza Kościuszki 105786D torowisko tramwajowe         | gminna zbiorcza dojazdowa                                      |      |                                                     |

Istnieją propozycje i postulaty obejmujące następujące projekty dotyczącego powiązań komunikacyjnych:
- likwidacja końcowego odcinka ulicy Komuny Paryskiej przylegającego do nienazwanego placu leżącego u zbiegu z ulicą Tadeusza Kościuszki i Zgodną, od ulicy Stacha Świstackiego i włączenia go do postulowanego do utworzenia rynku Przedmieścia Oławskiego[75],
- budowy kładki dla pieszych i rowerzystów nad fosą miejską, na przedłużeniu ulicy Komuny Paryskiej[76].

### Droga

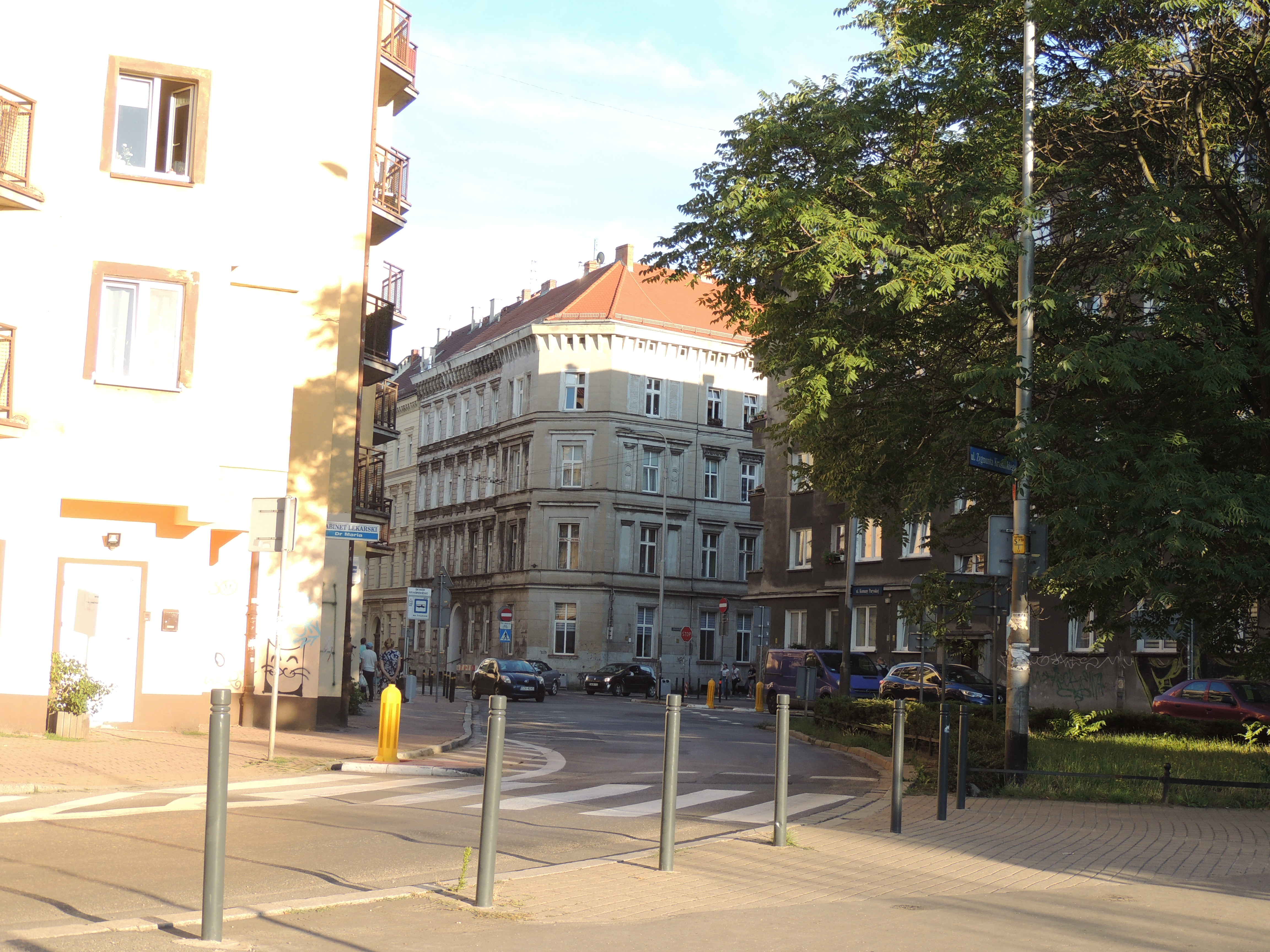
Przystanek „skwer Krasińskiego”

Ulica Komuny Paryskiej obejmuje między innymi drogę publiczną, której przypisano kategorię drogową jako gminną (numer drogi: 105825D, numer ewidencyjny drogi: G1058250264011; do 2012 r. ulica była drogą powiatową o numerze 1695D). Droga gminna przypisana od ulicy Komuny Paryskiej ma 945 m długości. Przebiega po terenie położonym na wysokości bezwzględnej od około 117,4 do 118,5 m n.p.m.. Jest to droga klasy lokalnej, przy czym odcinek ulicy od ulicy gen. Jana Henryka Dąbrowskiego do ulicy gen. Kazimierza Pułaskiego włączono do strefy ograniczenia prędkości do 30 km/h. Wzdłuż ulicy przewidziano i wykonano obustronne chodniki. W początkowym biegu ulicy szerokość pasa drogowego w liniach rozgraniczających wynosi od 13 do 37 m. Ulica, jako droga jednojezdniowa, posiada pojedynczą jezdnię o nawierzchni z granitowej kostki brukowej, z wyjątkiem początkowego fragmentu od ulicy Podwale do ulicy gen. Jana Henryka Dąbrowskiego oraz niektórych skrzyżowań i przejść dla pieszych, gdzie wykonano odcinki ulicy o nawierzchni z masy bitumicznej i z wyjątkiem przejazdu przez torowisko tramwajowe ulicy gen. Kazimierza Pułaskiego gdzie wykonano nawierzchnię betonową.
Ulica, w zakresie dróg gminnych, położona jest na działkach ewidencyjnych o podanych niżej polach powierzchni:
| Odcinek                                                                                       | Działka                               | Powierzchnia          |
| --------------------------------------------------------------------------------------------- | ------------------------------------- | --------------------- |
| od ulicy Podwale do ulicy gen. Kazimierza Pułaskiego                                          | działka nr 90/2, AM-5, obręb Południe | 7 459 m² (7 435 m²)   |
| od ulicy gen. Kazimierza Pułaskiego do ulicy gen. Ignacego Prądzyńskiego                      | działka nr 57, AM-9, obręb Południe   | 6 039 m² (6 030 m²)   |
| od ulicy gen. Ignacego Prądzyńskiego do ulicy Stacha Świstackiego / ulicy Tadeusza Kościuszki | działka nr 1, AM-11, obręb Południe   | 1 988 m² (1 985 m²)   |
| razem droga gminna:                                                                           | nr nr 1, 57, 90/2                     | 15 486 m² (15 450 m²) |

Ponadto ulica obejmuje należącą do gminy drogę wewnętrzną o długości 112 m, stanowiącą sięgacz, położoną na działce gruntu o powierzchni 705 m² (708 m²). Sięgacz ten posiada nawierzchnię częściowo betonową (na początkowym odcinku), a częściowo z masy bitumicznej (na pozostałym odcinku).

### Komunikacja

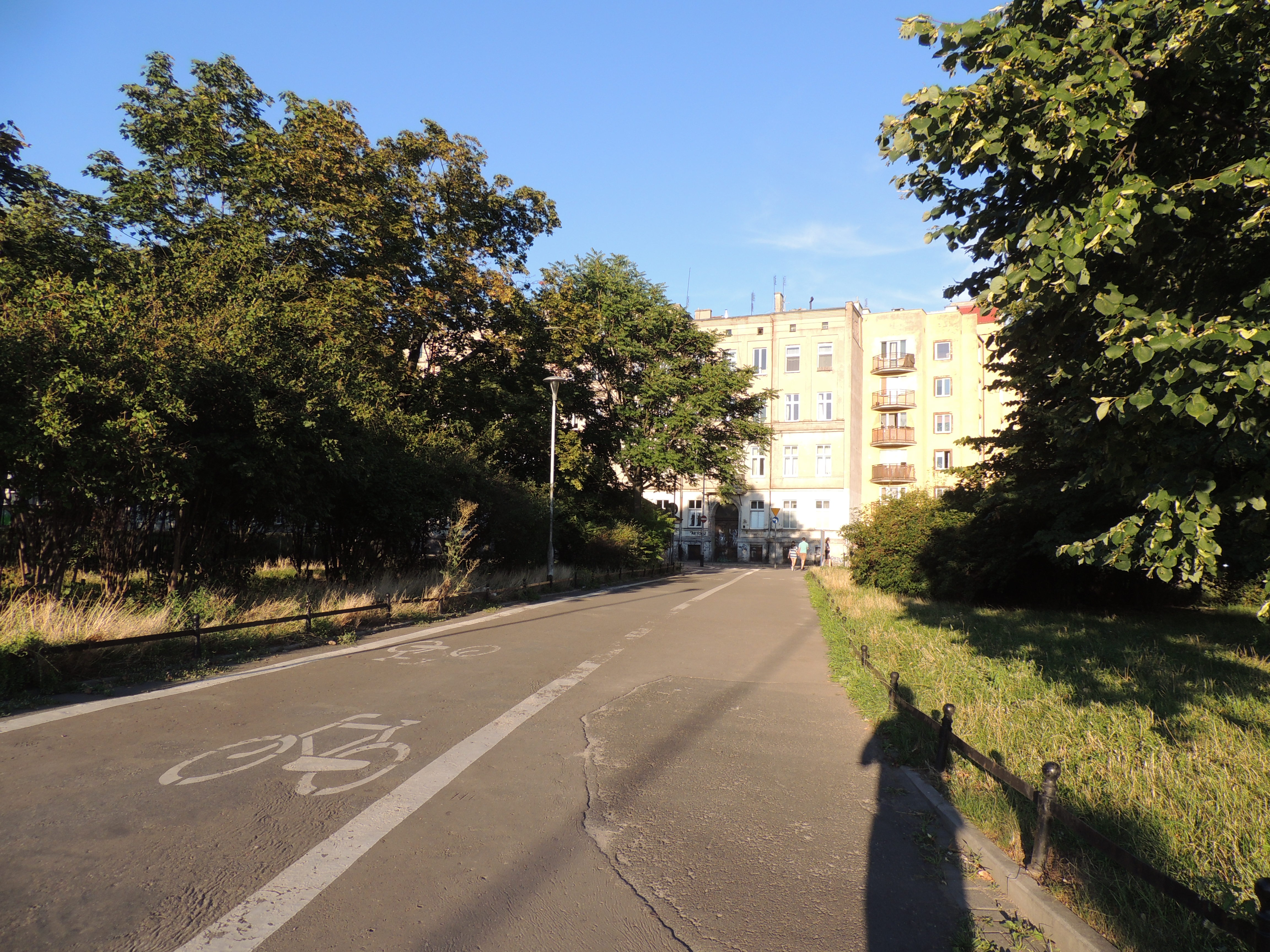
Droga rowerowa i chodnik przy skwerze

Wzdłuż ulicy (odcinek od ulicy Stacha Świstackiego / ulicy Tadeusza Kościuszki do ulicy Podwale) kursują autobusy na wyznaczonych tu liniach w ramach wrocławskiej komunikacji miejskiej, w jednym kierunku ze wschodu na zachód. Dla kierunku przeciwnego autobusy przemieszczają się ulicą Tadeusza Kościuszki. Przy ulicy urządzono przystanki dla miejskiej komunikacji autobusowej o nazwach: Świstackiego, Komuny Paryskiej, Komuny Paryskiej (szkoła), skwer Krasińskiego. Można także wskazać, że przystanek Komuny Paryskiej obejmuje Przystanek autobusowy i przystanki tramwajowe w ulicy gen. Kazimierza Pułaskiego dla tramwajów obsługujących wyznaczone tą ulicą linie tramwajowe. Natomiast torowisko tramwajowe w ulicy Tadeusza Kościuszki pozostaje nieużytkowane .
Ulica od ulicy Podwale od ulicy gen. Kazimierza Pułaskiego leży we wrocławskiej, rowerowej strefie centralnej, a dalej do ulicy Tadeusza Kościuszki wskazywana jest jako jedna z głównych rowerostrad. Obecnie drogi rowerowe, pas rowerowy i kontrapas wyznaczone są przy ulicy od ulicy Podwale do ulicy Zygmunta Krasińskiego, w połączeniu z drogami rowerowymi tych ulic, dalej kontrapas, w ramach strefy ograniczenia prędkości do 30 km/h, do ulicy gen. Kazimierza Pułaskiego w połączeniu z drogami rowerowymi biegnącymi wzdłuż tej ulicy. W kolejnych odcinkach ulicy nie ma wyznaczonych specjalnych dróg rowerowych i dopiero od ulicy gen. Ignacego Prądzyńskiego do ulicy Stacha Świstackiego wyznaczono kontrapas. W rejonie końca ulicy i ulicy Zgodnej oraz Tadeusza Kościuszki położona jest stacja roweru miejskiego.

## Zabudowa i zagospodarowanie

### Układ urbanistyczny

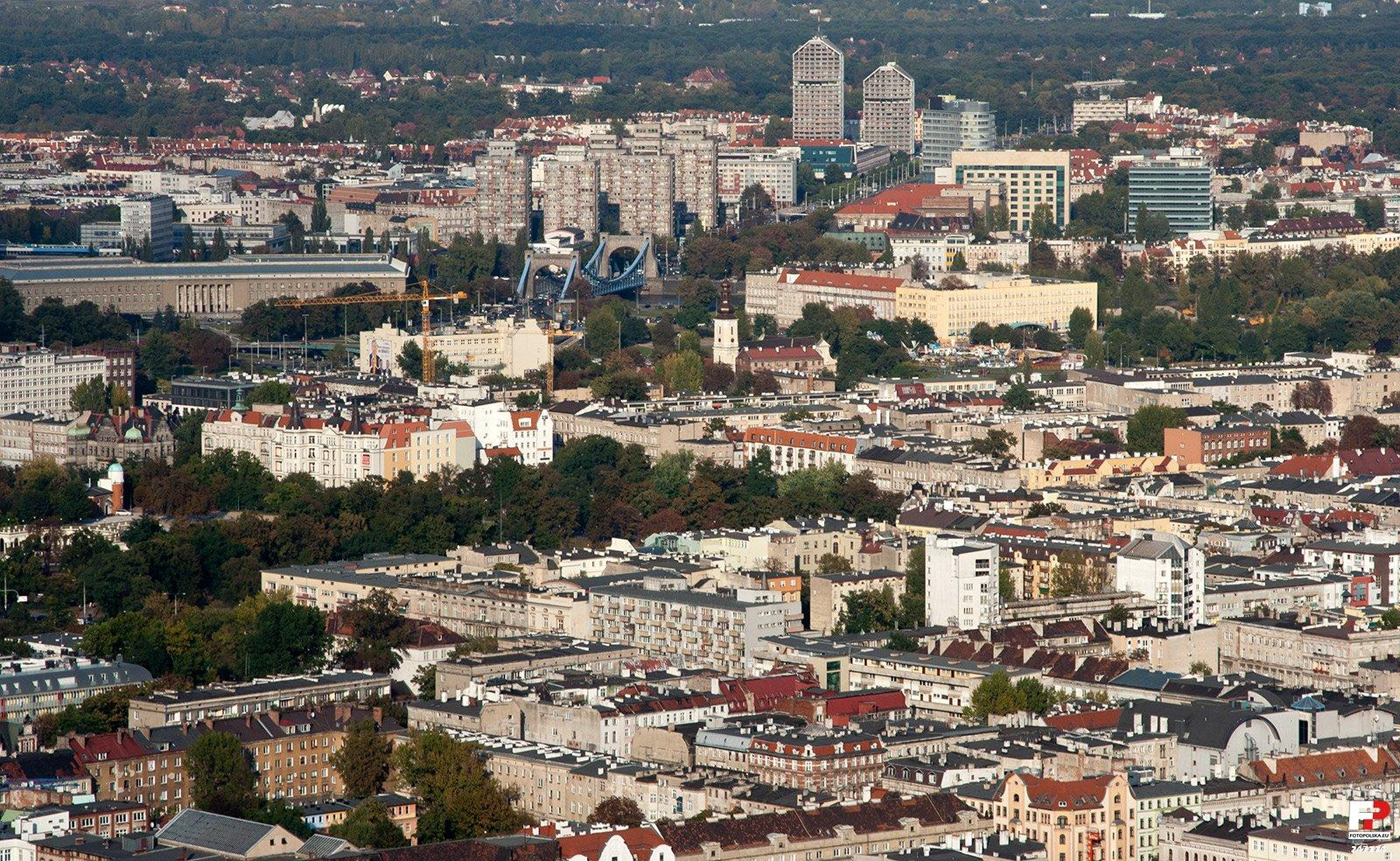
Przedmieście Oławskie, skwer J. Słowackiego i początek ulicy

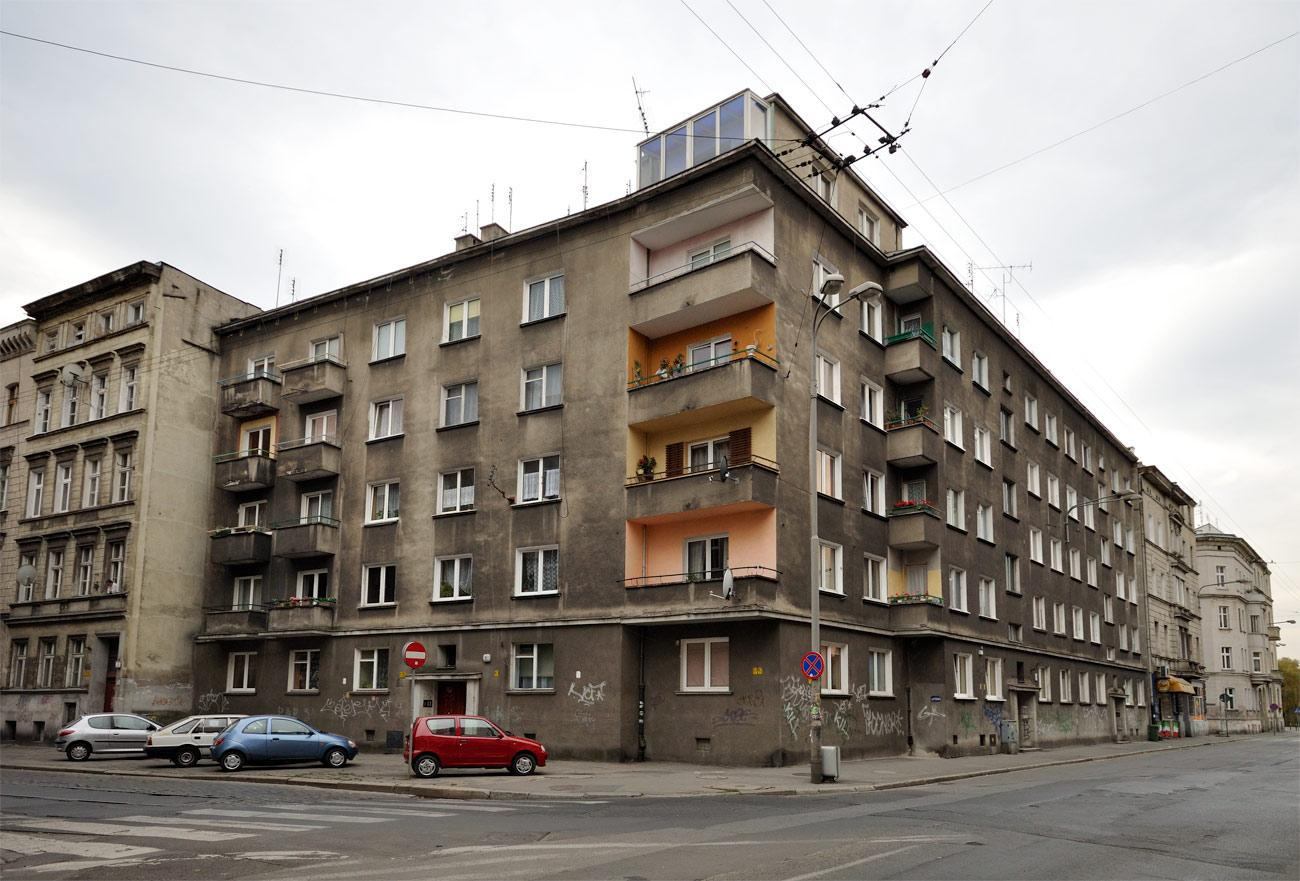
Ul. Komuny Paryskiej 7-9

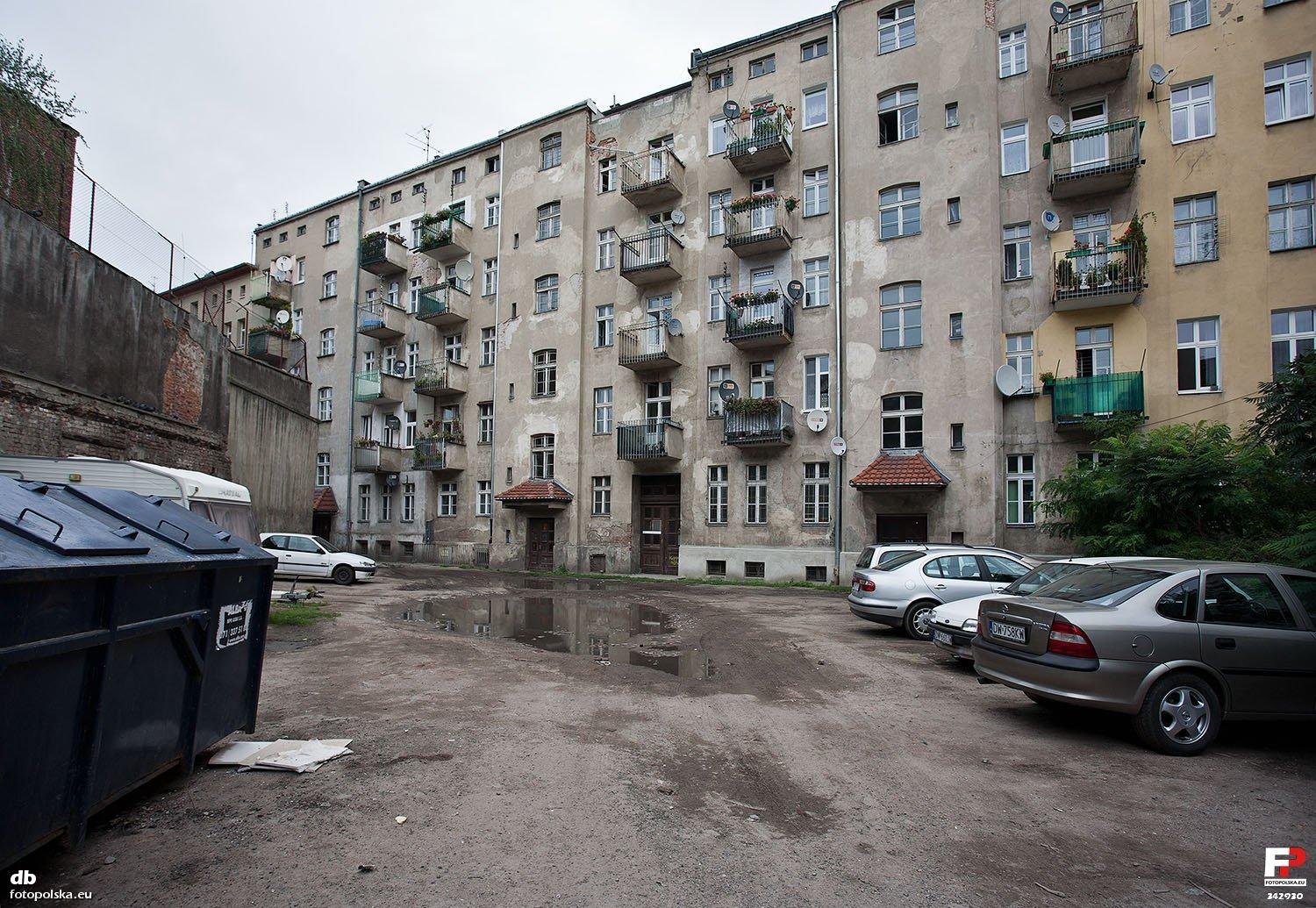
Ul. Komuny Paryskiej 67-71 (elewacje tylne)

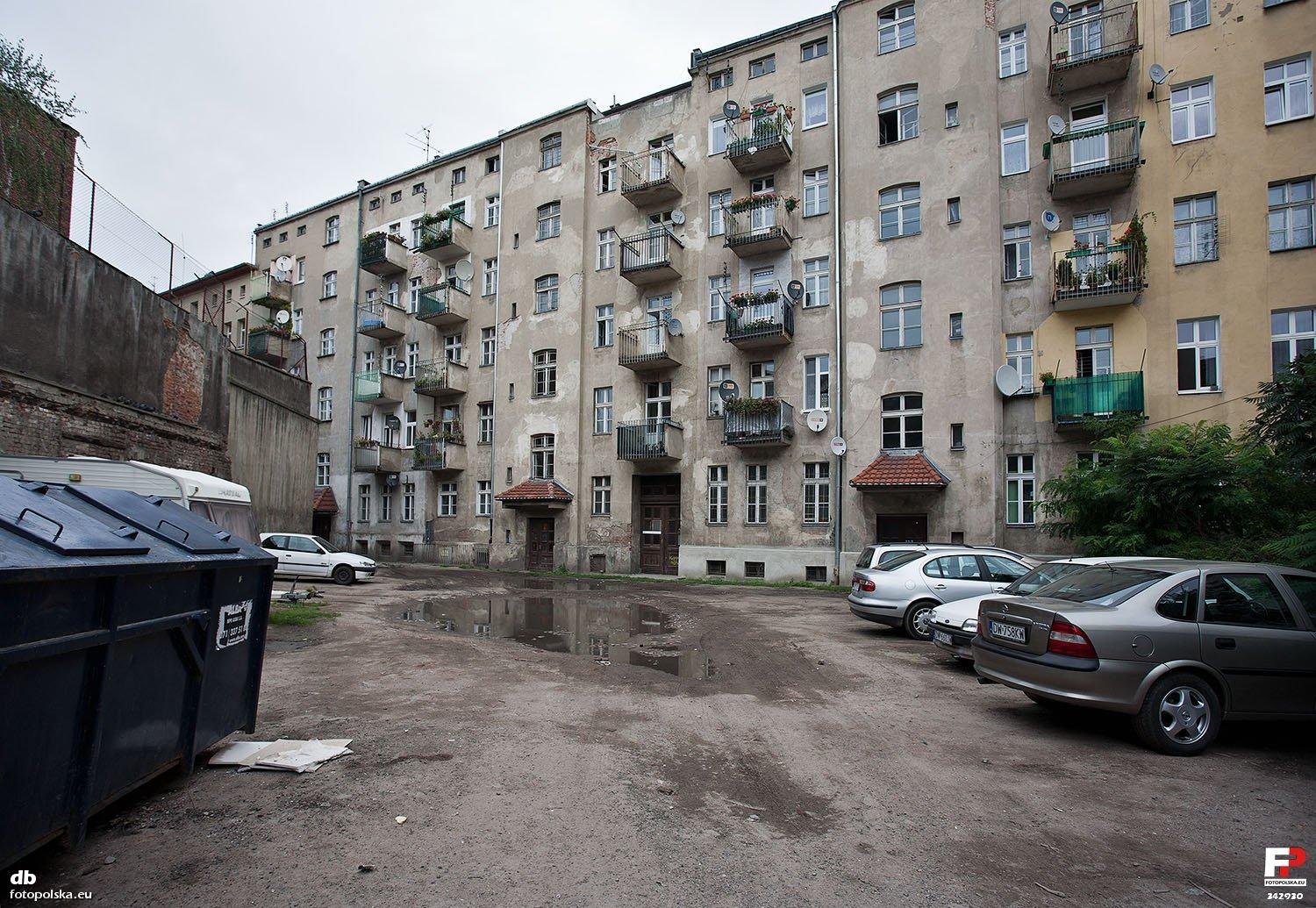
Ul. Komuny Paryskiej 63a-67 (elewacje tylne)

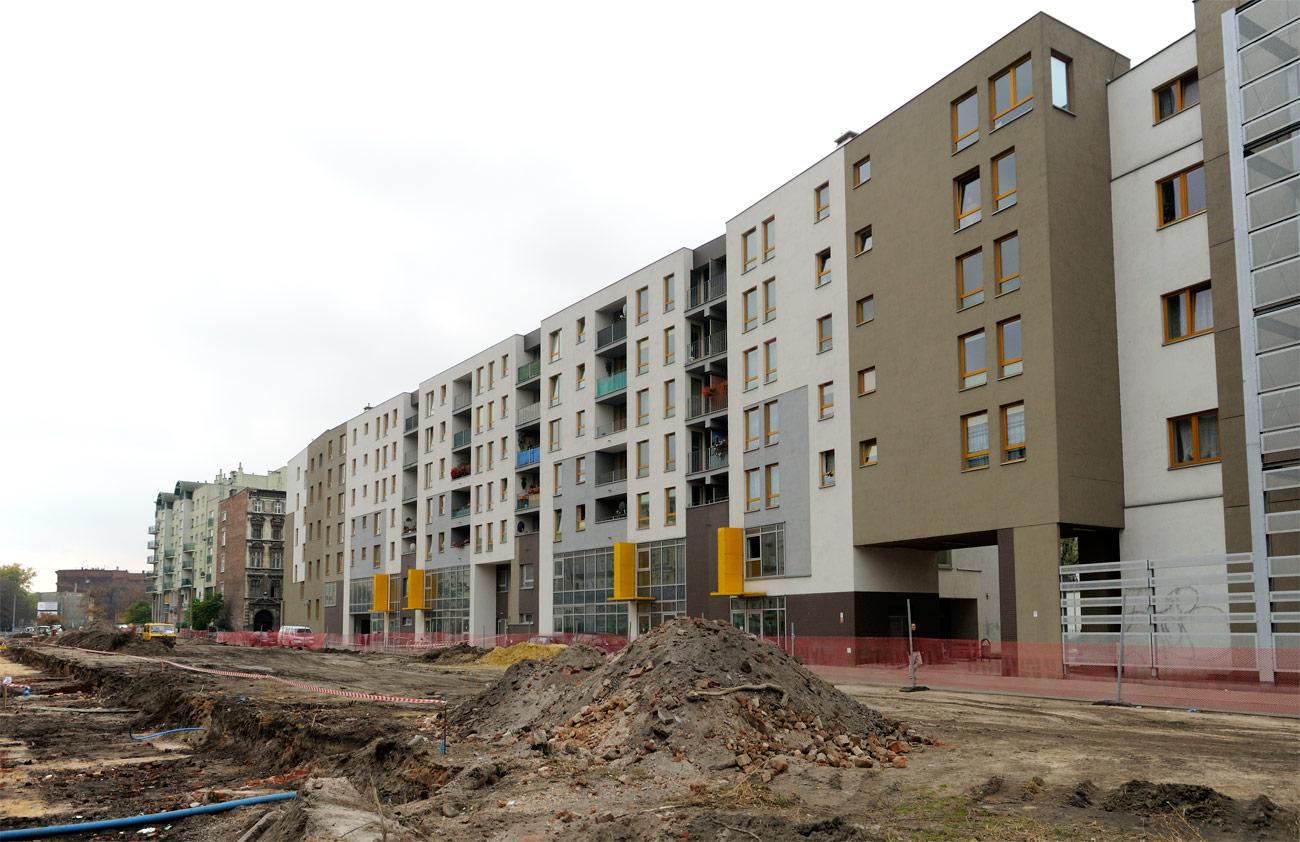
Ul. Komuny Paryskiej 39-41

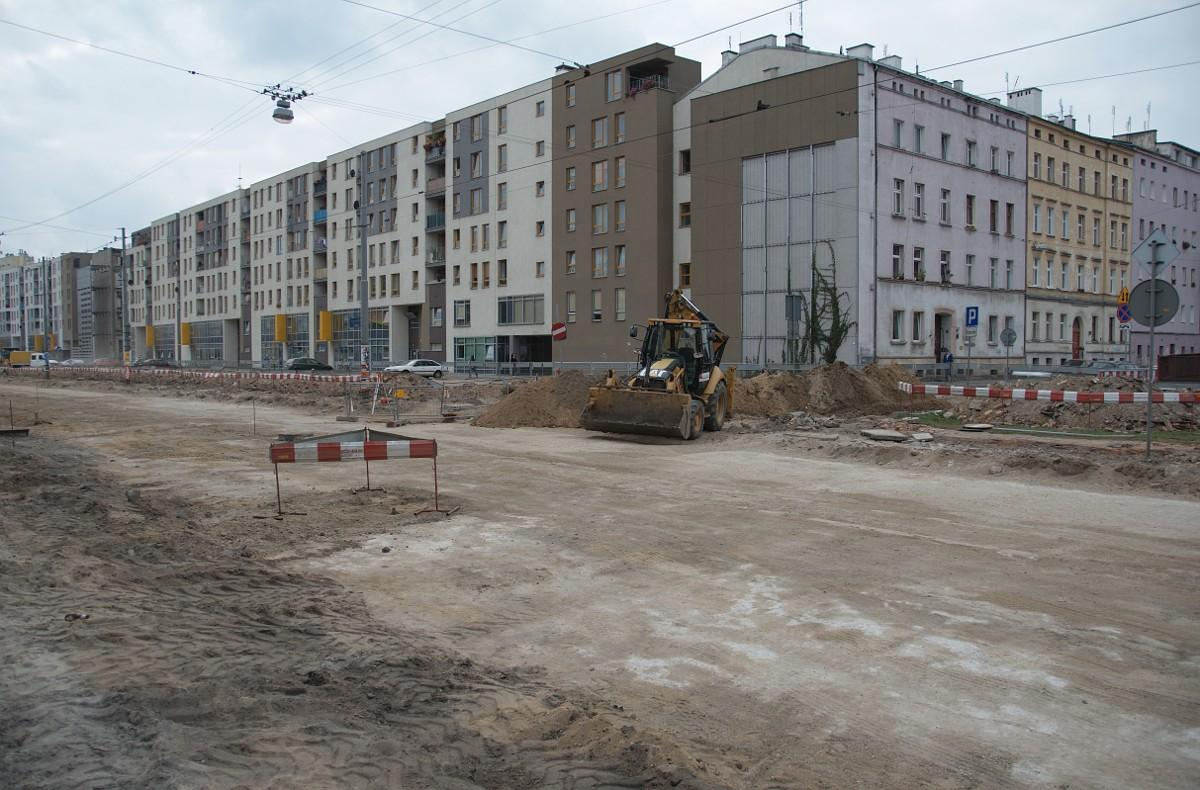
Ul. Komuny Paryskiej 44-46

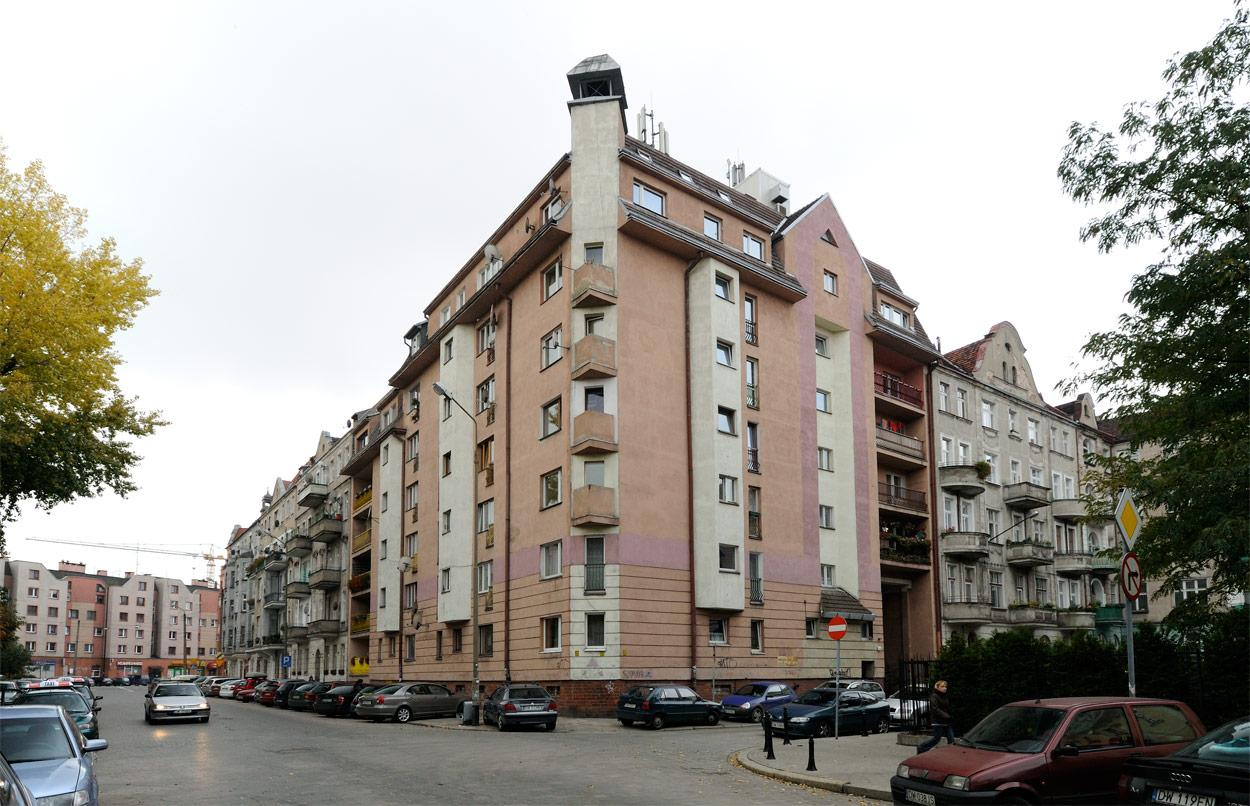
Ul. Zgodna (w tle po lewej skrzyżowanie z ul. Kościuszki i Komuny Paryskiej)

Ulica Komuny Paryskiej przebiega przez obszar zabudowy śródmiejskiej, w strefie centralnej, gęsto wypełniony tkanką miejską, charakteryzującej się przemieszaniem zabudowy o podstawowej funkcji mieszkaniowej z zabudową także o innym przeznaczeniu, przede wszystkim zabudową mieszkalno-usługową. Obszar przez który przebiega odcinek od ulicy Podwale do ulicy gen. Kazimierza Pułaskiego określany jest jako wielofunkcyjny obszar centrum miasta, natomiast dalszy odcinek przebiega przez obszar mieszkaniowej zabudowy kamienicowej.
Obszar zabudowy, przez który przebiega ulica Komuny Paryskiej, uznawany jest za teren o zdefiniowanym układzie kompozycyjnym, z liniowymi i kwartałowymi elementami go tworzącymi. W układzie urbanistycznym dominuje ukształtowanie bloków urbanistycznych w postaci kwartałów zabudowy, w ramach których umiejscowiono funkcje reprezentacyjne na zewnątrz kwartału, a funkcje użytkowe do wewnątrz. Dominuje tu pierzejowa, zwarta zabudowa wzdłuż ulic, ale z występującymi zaburzeniami w postaci luk w zabudowie. Przy ulicy Komuny Paryskiej takie zaburzenia i luki w zabudowie występują w następujących miejscach: pomiędzy ulicą gen. Kazimierza Pułaskiego a numerem 56 po stronie północnej, oraz również po stronie północnej między numerami 84 a 94. Wskazuje się ponadto na gęstą sieć uliczną i linii transportu publicznego . Ulica przebiega przez obszar zabudowy średniowysokiej do 25 m, przy czym w ramach tej strefy wyznaczono tu śródmiejski obszar podwyższenia wysokości zabudowy.
Wskazuje się w opisywanym rejonie na następujące osie i rozwinięcia widokowe:
- wzdłuż całej ulicy Podwale na fosę miejską i położoną za nią Promenadę Staromiejską, w tym na położone w jej obrębie, od skrzyżowania ulicy Podwale i Komuny Paryskiej, Wzgórze Partyzantów,
- wzdłuż ulicy Tadeusza Kościuszki w kierunku zachodnim na rozwidlenie ulic: Tadeusza Kościuszki i Komuny Paryskiej[106].

### Znaczenie przestrzeni
Zasadniczy odcinek ulicy Komuny Paryskiej określany jest jako publiczna przestrzeń o charakterze lokalnym. Początek ulicy łączy się z bulwarem ogólnomiejskim (ulica Podwale), a sama ulica na odcinku do ulicy Zygmunta Krasińskiego, podobnie jak ta ulica, jest przestrzenią publiczną o charakterze ogólnomiejskim. Obszarową formą zieleni wypoczynkowej jest tu położony skwer Zygmunta Krasińskiego. Dalszy odcinek to przestrzeń o charakterze lokalnym, przecięta przestrzenią ogólnomiejską – ulicą gen. Kazimierza Pułaskiego. Taki lokalny charakter ulica ma do skrzyżowania z ulicą Stacha Świstackiego. Tutaj zaś wskazuje się na znaczenie tego miejsca jako lokalnego centrum obejmującego oprócz końcowego odcinka ulicy Komuny Paryskiej, także ulicą Tadeusza Kościuszki (od ulicy Stacha Świstackiego do ulicy Stanisława Więckowskiego), ulicę Zgodną i plac Zgody wraz z przylegającym do niego odcinkiem ulicy gen. Romualda Traugutta. Pozostałe przecznice ulicy Komuny Paryskiej nie mają określonego znaczenia w ramach miejskiej przestrzeni publicznej. Ulica na odcinku od ulicy gen. Kazimierza Pułaskiego do ulicy Tadeusza Kościuszki leży w strefie ulic handlowych.

### Punkty użyteczności publicznej, instytucje, urzędy i inne
Punkty użyteczności publicznej, instytucje oświaty, urzędy i inne:
- Dzienny Dom Pomocy prowadzony przez Miejskie Centrum Usług Socjalnych we Wrocławiu, ulica Komuny Paryskiej 11[113][114]
- Hostel Wratislavia, ulica Komuny Paryskiej 19[115][116][117]
- Instytut Studiów Klasycznych, Śródziemnomorskich i Orientalnych, Wydział Filologiczny Uniwersytetu Wrocławskiego, ulica Komuny Paryskiej 21[11][118][119][120]
- Szkoła podstawowa nr 2 im. mjr. Henryka Sucharskiego[11][121][122], ulica Komuny Paryskiej 36-38[11][121][123][124]
- Biuro Zintegrowanych Inwestycji Terytorialnych Wrocławskiego Obszaru Funkcjonalnego Urzędu Miejskiego Wrocławia, ulica Komuny Paryskiej 39[125][126][127]
- Przedszkole nr 35 z oddziałami integracyjnymi „Tęczowy Domek” we Wrocławiu[g], ulica Komuny Paryskiej 44, 46[128][129][130][131]
- Pracownia Komuny Paryskiej 45 (ośrodek kultury), ulica Komuny Paryskiej 45[132][133][134][135]
- Centrum Kształcenia Administracyjno-Prawnego (szkoła policealna, niepubliczna o uprawnieniach szkoły publicznej), ulica Komuny Paryskiej 72[11][136][137].

### Zabudowa
Ulica Komuny Paryskiej przebiega przez obszar z zabudowanymi kwartałami ulicznymi o pierzowym położeniu budynków z funkcją reprezentacyjną na zewnątrz kwartału. Dominują zachowane budynki przedwojenne, uzupełnione nową zabudową pochodzącą zarówno z XX wieku, jak i XXI wieku. Są to budynki mieszkalne lub mieszkalno-usługowe z lokalami użytkowymi położonymi w parterach tych budynków. Budynki mają wysokość od czterech o ośmiu kondygnacji nadziemnych. W początkowym odcinku ulicy po stronie północnej położony jest obszar zieleni rekreacyjnej nazwany skwerem Zygmunta Krasińskiego. Z budynków o innym przeznaczeniu niż mieszkalne wymienić można szkołę lub dawny lazaret zaadaptowany na potrzeby instytutu działającego w ramach uczelni wyższej, czy kamienica przebudowana na hostel. Przy zbiegu ulicy Komuny Paryskiej, Tadeusza Kościuszki i Zgodnej istnieje niewielki plac w kształcie zbliżonym do trójkąta. Istnieją propozycje jego adaptacji na rynek Przedmieścia Oławskiego, ze szczególnym uwzględnieniem funkcji miejsca spotkań mieszkańców. Propozycja obejmuje postulat likwidacji przylegającego do placu odcinka ulicy Komuny Paryskiej.

### Wybrane obiekty współczesne i inne
Obiekty podlegające ochronie zabytków wymienione są w rozdziale Ochrona i zabytki. Tu podano podstawowe informacje o niektórych obiektach współczesnych i innych, nie objętych wspomnianą ochroną zabytków:
TBS Pułaskiegośredniowysokie budynki mieszkalne z dodatkową funkcją usługową (7 kondygnacji nadziemnych); numeracja porządkowa: ulica Komuny Paryskiej 39, 41, 44, 46; budynki usytuowane prostopadle do ulicy Komuny Paryskiej, wzdłuż drogi wewnętrznej przypisanej do ulicy gen. Kazimierza Pułaskiego, tworzą zachodnią pierzeję tej ulicy, w budynkach znajdą się między innymi wyżej wspominane: tzw. Duży Domek w ramach Przedszkola nr 35 oraz Biuro Zintegrowanych Inwestycji Terytorialnych Wrocławskiego Obszaru Funkcjonalnego Urzędu Miejskiego Wrocławia ; powierzchnia zabudowy 952 m² (nr 39 i 41) i 1 580 m² (nr 44 i 46);
obiekt handlowyjednokondygnacyjny pawilon handlowo-usługowy; numeracja porządkowa: ulica Komuny Paryskiej 48; powierzchnia zabudowy 70 m²;
Pułaskiego Parkśredniowysoki budynek mieszkalny z dodatkową funkcją handlowo-usługową; numeracja porządkowa: ulica Komuny Paryskiej 56; siedem kondygnacji nadziemnych, jedna podziemna, 48 lokali mieszkalnych, powierzchnia mieszkalna 2 520 m², powierzchnia zabudowy 494 m² (powierzchnia zabudowy 607 m²); do tego budynku ten sam deweloper dobudował kolejny blok mieszkalny o tej samej wysokości z 54 lokalami mieszkalny, lecz temu budynkowi przypisano adres ulica gen. Kazimierza Pułaskiego 8.
Paryski Zakątekśredniowysoki budynek mieszkalny; numeracja porządkowa: ulica Komuny Paryskiej 90, 90a, 92; sześć kondygnacji nadziemnych, jedna podziemna, 135 lokali mieszkalnych; powierzchnia zabudowy 1 749 m²
Kamienica przy ulicy Komuny Paryskiej 94aoficyna, nie ujęta w gminnej ewidencji zabytków, poddana gruntownemu remontowi i modernizacji w ramach programu rewitalizacji kilku kamienic Przedmieścia Oławskiego, roboty budowlane uwzględniały przystosowanie budynku pod kątem dostępności dla osób niepełnosprawnych .
Należy także wspomnieć o kilku budynkach powstałych w ramach różnych inwestycji zbudowanych we wnętrzu kwartału ulic: Komuny Paryskiej, gen. Kazimierza Pułaskiego, Tadeusza Kościuszki i gen. Ignacego Prądzyńskiego, z numeracją porządkową przypisaną jednak tylko do ulic: Tadeusza Kościuszki i gen. Kazimierza Pułaskiego. Są to między innymi: Ultra Nova, Nowa Papiernia, Nowa Manufaktura  .

### Zieleń
Jedyną większą formą zieleni miejskiej przy ulicy Komuny Paryskiej jest skwer Zygmunta Kasińskiego położony po północnej stronie ulicy w początkowym jej biegu, tj. przy odcinku od ulicy Podwale do ulicy Zygmunta Kasińskiego. Skwer ma pole powierzchni wynoszące 12 721 m². Uznaje się go za ważne założenie zieleni, które podlega ochronie także w ramach gminnej ewidencji zabytków. Poza tym istnieją liniowe formy zieleni, takie jak aleje, szpalery czy zieleń przyuliczna, urządzone wzdłuż przecznic: ulicy Podwale, ulicy gen. Kazimierza Pułaskiego i ulicy Tadeusza Kościuszki. Niewielkie obszarowe formy zieleni wypoczynkowej są położone we wnętrzach międzyblokowych za pierwszą linią zabudowy przyulicznej, tj. za numerami 30-34 po stronie północnej i numerami 21-27 po stronie południowej. Taka forma zieleni znajduje się także przy skrzyżowaniu z ulicą gen. Kazimierza Pułaskiego, po jego północno-wschodniej stronie.

## Ochrona i zabytki
Ulica przebiega na terenie Przedmieścia Oławskiego wpisanego jako obszar do rejestru zabytków dnia 20.06.2005 r. decyzją o wpisie nr 538/A/05. W ramach wskazanego obszaru ochronie podlega przede wszystkim układ przestrzenny kształtowany od XIII do XIX wieku, wraz z archeologicznymi nawarstwieniami kulturowo-osadniczymi. Ponadto ochroną konserwatorską objęty zespół urbanistyczny ulicy Mierniczej, tworzący między innymi fragment pierzei północnej ulicy Komuny Paryskiej. Ochronie w zakresie historycznych założeń zieleni podlega także kwartał ze skwerem po północnej stronie ulicy Komuny Paryskiej od ulicy Podwale do ulicy Zygmunta Krasińskiego.
Przy ulicy i w najbliższym sąsiedztwie znajdują się następujące zabytki ujęte w gminnej ewidencji zabytków (według stanu na kwiecień 2022 r.):
| obiekt, położenie | powstanie, rodzaj ochrony                                                    | fotografia |
| --- | ---------------------------------------------------------------------------- | ---------- |
| strona południowa |                                                                              |            |
| Kamienica ulica Podwale 70 (ulica Komuny Paryskiej 1) | projekt 1861 r. rodzaj ochrony: gez, mpzp                                    |            |
| Kamienica ulica Komuny Paryskiej 3, kolejność obiektu w zespole: 1 | około 1895 r. rodzaj ochrony: gez, mpzp                                      |            |
| Oficyna mieszkalna, obecnie budynek mieszkalny ulica Komuny Paryskiej 3, kolejność obiektu w zespole: 2                                                                                              | około 1895 r. rodzaj ochrony: gez, mpzp                                      |            |
| Kamienica ulica Komuny Paryskiej 5 | około 1890 r. rodzaj ochrony: gez, mpzp                                      |            |
| Kamienica ulica Komuny Paryskiej 11 (ulica gen. Jana Henryka Dąbrowskiego 2) | około 1870 r. rodzaj ochrony: gez, mpzp                                      |            |
| Kamienica ulica Komuny Paryskiej 13 | około 1880 r. rodzaj ochrony: gez, mpzp                                      |            |
| Kamienica ulica Komuny Paryskiej 17 | około 1900 r. rodzaj ochrony: gez, mpzp                                      |            |
| Kamienica, obecnie Hostel „Wratislavia” ulica Komuny Paryskiej 19 | około 1910 r. rodzaj ochrony: gez, mpzp                                      |            |
| Dom Opieki „Daheim”, obecnie siedziba Dolnośląskiego Ośrodka Kształcenia Nauczycieli ulica Komuny Paryskiej 19a (oficyna)                                                                            | 1912 r. (projekt Th. Grunewald) rodzaj ochrony: gez, mpzp                    |            |
| Lazaret, po 1945 r. Dom Studencki, obecnie Instytut Studiów Klasycznych, Śródziemnomorskich i Orientalnych Uniwersytetu Wrocławskiego ulica Komuny Paryskiej 21                                      | 1930 r. rodzaj ochrony: gez, mpzp                                            |            |
| Kamienica ulica Komuny Paryskiej 23 | około 1890 r. rodzaj ochrony: gez, mpzp                                      |            |
| Kamienica ulica Komuny Paryskiej 25 | około 1880 r. rodzaj ochrony: gez, mpzp                                      |            |
| Kamienica ulica Komuny Paryskiej 27 | około 1880 r. rodzaj ochrony: gez, mpzp                                      |            |
| Kamienica ulica Komuny Paryskiej 29 | około 1880 r. rodzaj ochrony: gez, mpzp                                      |            |
| Kamienica ulica Komuny Paryskiej 31 | około 1880 r. rodzaj ochrony: gez, mpzp                                      |            |
| Kamienica ulica Komuny Paryskiej 33 | około 1870 r. rodzaj ochrony: gez, mpzp                                      |            |
| Kamienica ulica Komuny Paryskiej 35 | około 1880 r. rodzaj ochrony: gez, mpzp                                      |            |
| Kamienica ulica Komuny Paryskiej 37 | około 1880 r. rodzaj ochrony: gez, mpzp                                      |            |
| Kamienica ulica Komuny Paryskiej 43 (oraz ulica gen. Kazimierza Pułaskiego 12) | około 1890 r. rodzaj ochrony: gez, mpzp                                      |            |
| Kamienica ulica Komuny Paryskiej 45 | około 1880 r. rodzaj ochrony: gez, mpzp                                      |            |
| Kamienica ulica Komuny Paryskiej 47 | około 1880 r. rodzaj ochrony: gez, mpzp                                      |            |
| Kamienica ulica Komuny Paryskiej 49-51 | około 1880 r. rodzaj ochrony: gez, mpzp                                      |            |
| Kamienica ulica Komuny Paryskiej 53 | około 1870 r. rodzaj ochrony: gez, mpzp                                      |            |
| Kamienica ulica Komuny Paryskiej 55 | około 1880 r. rodzaj ochrony: gez, mpzp                                      |            |
| Kamienica ulica Komuny Paryskiej 57 | około 1880 r., 2006 r. (rozebrana oficyna) rodzaj ochrony: gez, mpzp         |            |
| Kamienica ulica Komuny Paryskiej 57a | około 1880 r. rodzaj ochrony: gez, mpzp                                      |            |
| Kamienica ulica Komuny Paryskiej 59 | około 1890 r. rodzaj ochrony: gez, mpzp                                      |            |
| Kamienica ulica Komuny Paryskiej 61 | około 1890 r. rodzaj ochrony: gez, mpzp                                      |            |
| Kamienica ulica Komuny Paryskiej 63 | około 1880 r. rodzaj ochrony: gez, mpzp                                      |            |
| Kamienica ulica Komuny Paryskiej 65 | około 1890 r. rodzaj ochrony: gez, mpzp                                      |            |
| Kamienica ulica Komuny Paryskiej 67 | około 1890 r. rodzaj ochrony: gez, mpzp                                      |            |
| Kamienica ulica Komuny Paryskiej 69 | około 1880 r. rodzaj ochrony: gez, mpzp                                      |            |
| Kamienica ulica Komuny Paryskiej 71 | około 1880 r. rodzaj ochrony: gez, mpzp                                      |            |
| Kamienica ulica Komuny Paryskiej 73 | około 1880 r. rodzaj ochrony: gez, mpzp                                      |            |
| Kamienica Theodora Seidela, obecnie budynek mieszkalny ulica Komuny Paryskiej 73a | 1879 r. rodzaj ochrony: gez, mpzp                                            |            |
| Kamienica ulica Komuny Paryskiej 85 | około 1880 r. rodzaj ochrony: gez, mpzp                                      |            |
| strona północna |                                                                              |            |
| Cmentarze: świętych Bernarda, Krzysztofa, Salwadora i Doroty, obecnie skwer Zygmunta Krasińskiego ·                                                                                                  | około 1880 r. rodzaj ochrony: gez, mpzp                                      |            |
| Kamienica ulica Komuny Paryskiej 14 | około 1890 r. rodzaj ochrony: gez, mpzp                                      |            |
| Kamienica ulica Komuny Paryskiej 14a | około 1890 r. rodzaj ochrony: gez, mpzp                                      |            |
| Kamienica ulica Komuny Paryskiej 16 | około 1880 r. rodzaj ochrony: gez, mpzp                                      |            |
| Kamienica ulica Komuny Paryskiej 18 | około 1880 r. rodzaj ochrony: gez, mpzp                                      |            |
| Kamienica ulica Komuny Paryskiej 30 | 1889 r. rodzaj ochrony: gez, mpzp (PL.1.9.ZIPOZ.NID_N_02_EN.233496/1)        |            |
| Kamienica ulica Komuny Paryskiej 32 | około 1880 r. rodzaj ochrony: gez, mpzp                                      |            |
| Kamienica ulica Komuny Paryskiej 34 | około 1890 r. rodzaj ochrony: gez, mpzp                                      |            |
| Ewangelicka Obywatelska Szkoła Średnia (Evangelische höhere Bürgerschule), obecnie Szkoła Podstawowa nr 2 im. mjr. Henryka Sucharskiego ulica Komuny Paryskiej 36-38                                 | lata 1875–1878 rodzaj ochrony: gez, mpzp                                     |            |
| Kamienica ulica Komuny Paryskiej 42 | lata 1875–1876 rodzaj ochrony: gez, mpzp (PL.1.9.ZIPOZ.NID_N_02_EN.233504/1) |            |
| Kamienica ulica Komuny Paryskiej 58-60 | około 1890 r., około 1915 r. rodzaj ochrony: gez, mpzp                       |            |
| Kamienica ulica Komuny Paryskiej 62-64 | około 1890 rodzaj ochrony: gez, mpzp                                         |            |
| Kamienica, obecnie budynek z usługowym parterem ulica Miernicza 28 | około 1890 rodzaj ochrony: gez, mpzp                                         |            |
| Kamienica „U Sadowników” („Zum Pomologen”), obecnie budynek mieszkalny ulica Komuny Paryskiej 70 | około 1905 r. rodzaj ochrony: gez, mpzp                                      |            |
| Kamienica – siedziba Schroniska i Domu Wychowawczego dla Dziewcząt „Martha Stift”, obecnie budynek mieszkalny ulica Komuny Paryskiej 72, kolejność obiektu w zespole: 1                              | 1868 r. rodzaj ochrony: gez, mpzp                                            |            |
| Oficyna mieszkalna I ulica Komuny Paryskiej 72, kolejność obiektu w zespole: 2 (dom słuchacza przy medycznym studium zawodowym / obecnie budynek Agencji Restrukturyzacji i Modernizacji Rolnictwa)  | 1868 r., około 1910 r. rodzaj ochrony: gez, mpzp                             |            |
| Oficyna mieszkalna II ulica Komuny Paryskiej 72, kolejność obiektu w zespole: 3 (dom słuchacza przy medycznym studium zawodowym / obecnie budynek Agencji Restrukturyzacji i Modernizacji Rolnictwa) | 1868 r., około 1910 r. rodzaj ochrony: gez, mpzp                             |            |
| Kamienica ulica Komuny Paryskiej 74 | około 1880 r. rodzaj ochrony: gez, mpzp                                      |            |
| Kamienica ulica Komuny Paryskiej 74a | około 1880 r. rodzaj ochrony: gez, mpzp                                      |            |
| Kamienica ulica Komuny Paryskiej 76 | około 1880 r. rodzaj ochrony: gez, mpzp                                      |            |
| Kamienica ulica Komuny Paryskiej 78 | około 1880 r. rodzaj ochrony: gez, mpzp                                      |            |
| Kamienica, obecnie budynek mieszkalny z częściowo usługowym parterem ulica gen. Ignacego Prądzyńskiego 24a                                                                                           | około 1880 r. rodzaj ochrony: gez, mpzp                                      |            |
| Kamienica ulica Komuny Paryskiej 82 | około 1880 r. rodzaj ochrony: gez, mpzp                                      |            |
| Kamienica ulica Komuny Paryskiej 84 | około 1880 r., 1960 r. rodzaj ochrony: gez, mpzp                             |            |
| | Zobacz multimedia związane z tematem: skwer Zygmunta Krasińskiego            |            |

## Demografia
Ulica przebiega przez obszar objęty rejonami statystycznymi o wykazanej w poniższej tabeli gęstości zaludnienia i ilości zameldowanych osób, przy czym dane pochodzą z 31.12.2021 r.
| Rejon statystyczny nr | Liczba osób zameldowanych | Gęstość zaludnienia [lud./km²] | Położenie                                                                      | numery adresowe                     |
| --------------------- | ------------------------- | ------------------------------ | ------------------------------------------------------------------------------ | ----------------------------------- |
| 931080                | 459                       | 10 427                         | strona północna od ulicy Podwale do ulicy Zygmunta Krasińskiego                | brak                                |
| 931110                | 786                       | 21 503                         | strona północna od ulicy Zygmunta Krasińskiego do nr 30                        | od nr 8 do nr 30                    |
| 931130                | 706                       | 26 908                         | strona południowa od ulicy Podwale do ulicy gen. Jana Henryka Dąbrowskiego     | od nr 3 do nr 9                     |
| 931140                | 519                       | 24 823                         | strona południowa od ulicy gen. Jana Henryka Dąbrowskiego do nr 21             | od nr 11 do nr 21                   |
| 931120                | 940                       | 23 009                         | obie strony od nr 23 oraz 32 do ulicy gen. Kazimierza Pułaskiego               | od nr 23 do nr 37 od nr 32 do nr 42 |
| 931190                | 636                       | 12 123                         | strona północna od ulicy gen. Kazimierza Pułaskiego do ulicy Mierniczej        | od nr 48 do nr 62-64                |
| 931210                | 853                       | 36 745                         | strona północna od ulicy Mierniczej do ulicy gen. Ignacego Prądzyńskiego       | od nr 70 do nr 78                   |
| 931250                | 390                       | 15 482                         | strona południowa od ulicy gen. Kazimierza Pułaskiego do nr 53                 | od nr 43 do nr 53                   |
| 93126                 | 769                       | 28 636                         | strona południowa od nr 55 do ulicy Ignacego Prądzyńskiego                     | od nr 55 do nr 73a                  |
| 931220                | 1 254                     | 29 410                         | strona północna od gen. Ignacego Prądzyńskiego do ulicy Zgodnej                | od nr 82 do nr 96                   |
| 931272                | 880                       | 34 322                         | strona południowa od ulicy Ignacego Prądzyńskiego do ulicy Stacha Świstackiego | od nr 79 do nr 85                   |
| 931280                | 860                       | 29 661                         | strona południowa od ulicy Stacha Świstackiego do ulicy Tadeusza Kościuszki    | brak                                |

## Baza TERYT

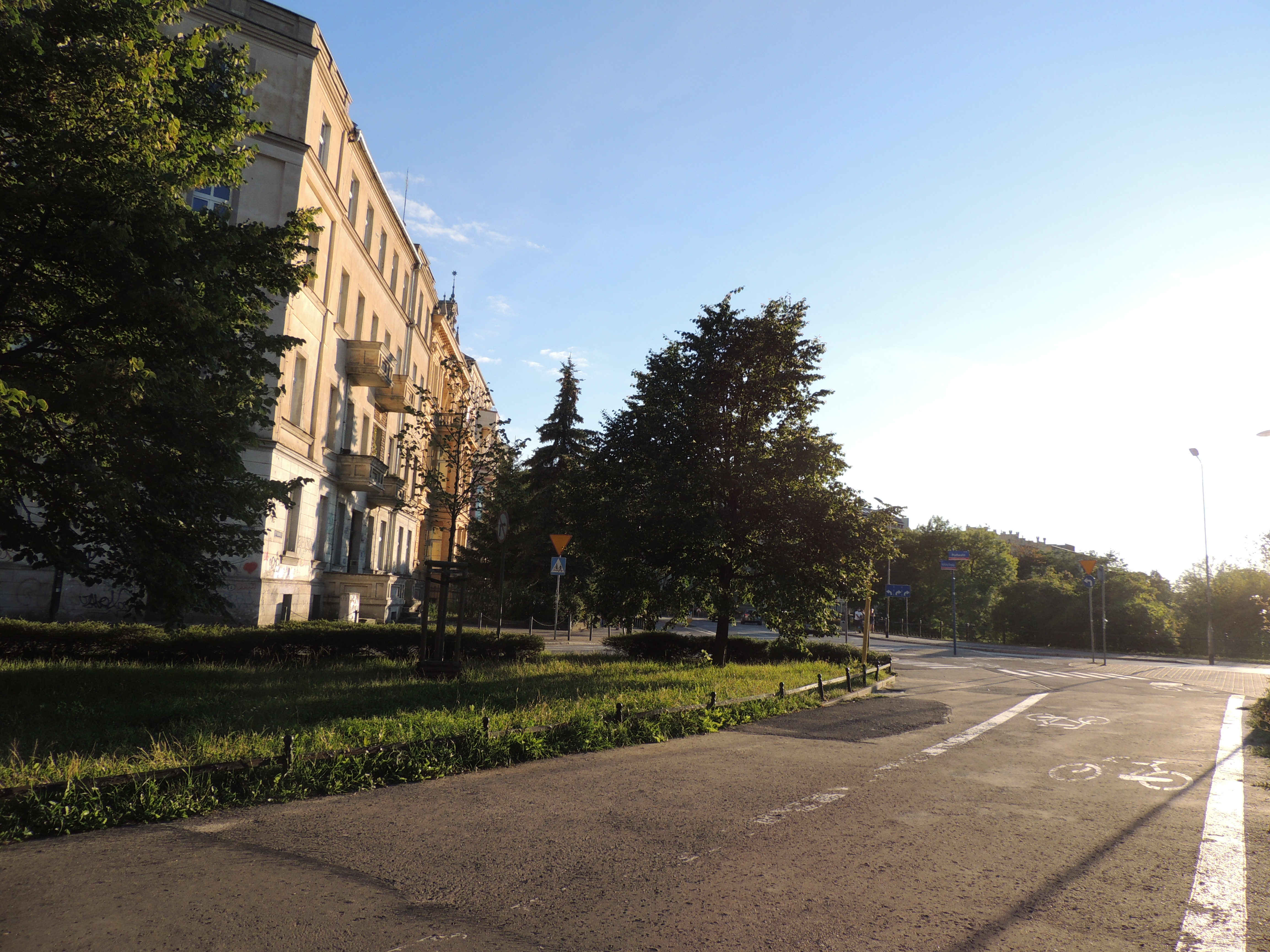
Widok w kierunku ul. Podwale i ul. Dworcowej

Dane Głównego Urzędu Statystycznego z bazy TERYT, spis ulic (ULIC):
- województwo: DOLNOŚLĄSKIE (02)
- powiat: Wrocław (0264)
- gmina/dzielnica/delegatura: Wrocław (0264011) gmina miejska; Wrocław-Krzyki (0264039) delegatura
- Miejscowość podstawowa: Wrocław (0986283) miasto; Wrocław-Krzyki (0986544) delegatura
- kategoria/rodzaj: ulica
- Nazwa ulicy: ul. Komuny Paryskiej (09101)[42][307].